# Pampas Marina

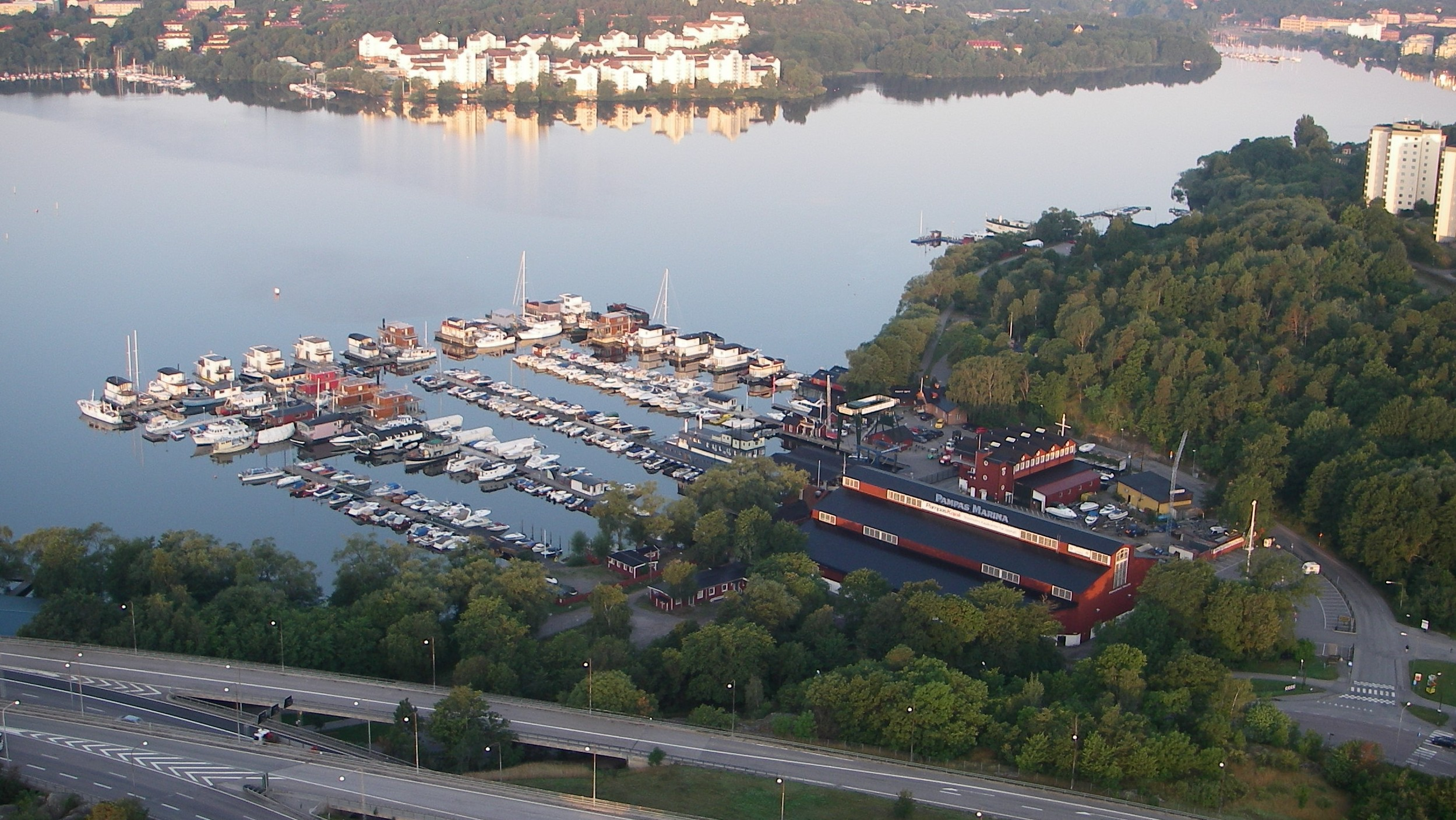
Pampas Marina, 2007

Pampas Marina är en privatägd marina vid Karlbergskanalens mynning i Ulvsundasjön i Solna. 

## Historik
Namnet ”Pampas” hänger förmodligen samman med att kadetterna på det närbelägna Karlbergs slott kallade övningsfältet bakom slottet för "Pampas"..
Pampas Marina grundades 1991 och tillhandahåller fullserviceverksamhet för båtar, med plats också för vinterförvaring. Inom området finns ett 15-tal företag inom den marina branschen samt en sjökrog.
År 2000 ingick Solna kommun ett avtal med Pampas Marina, som reglerade boende på båt, och år 2002 fastställdes en detaljplan. Inom området får det finnas högst 40 bostäder på vatten.

## Bilder

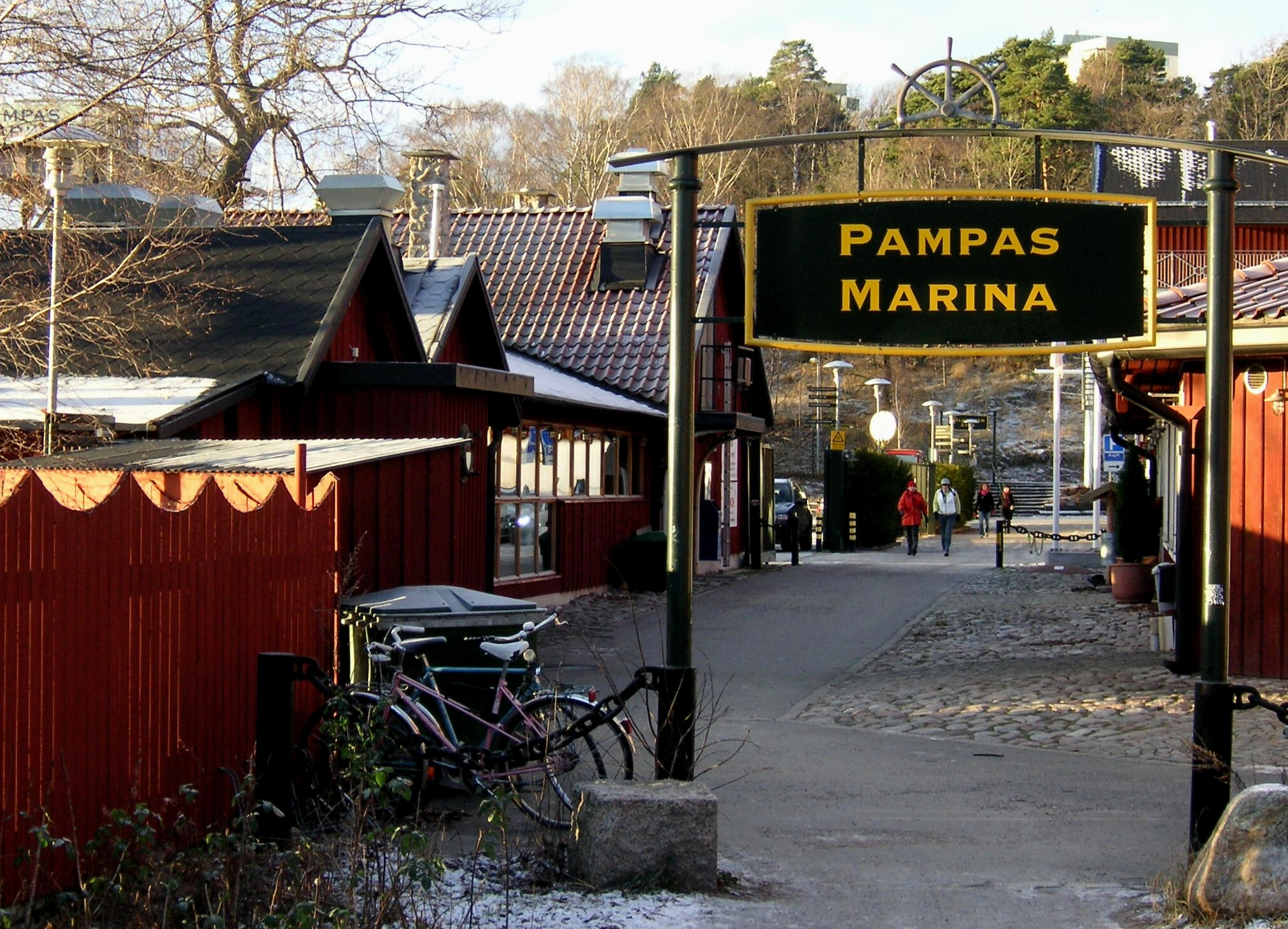
Entrén till Pampas Marina
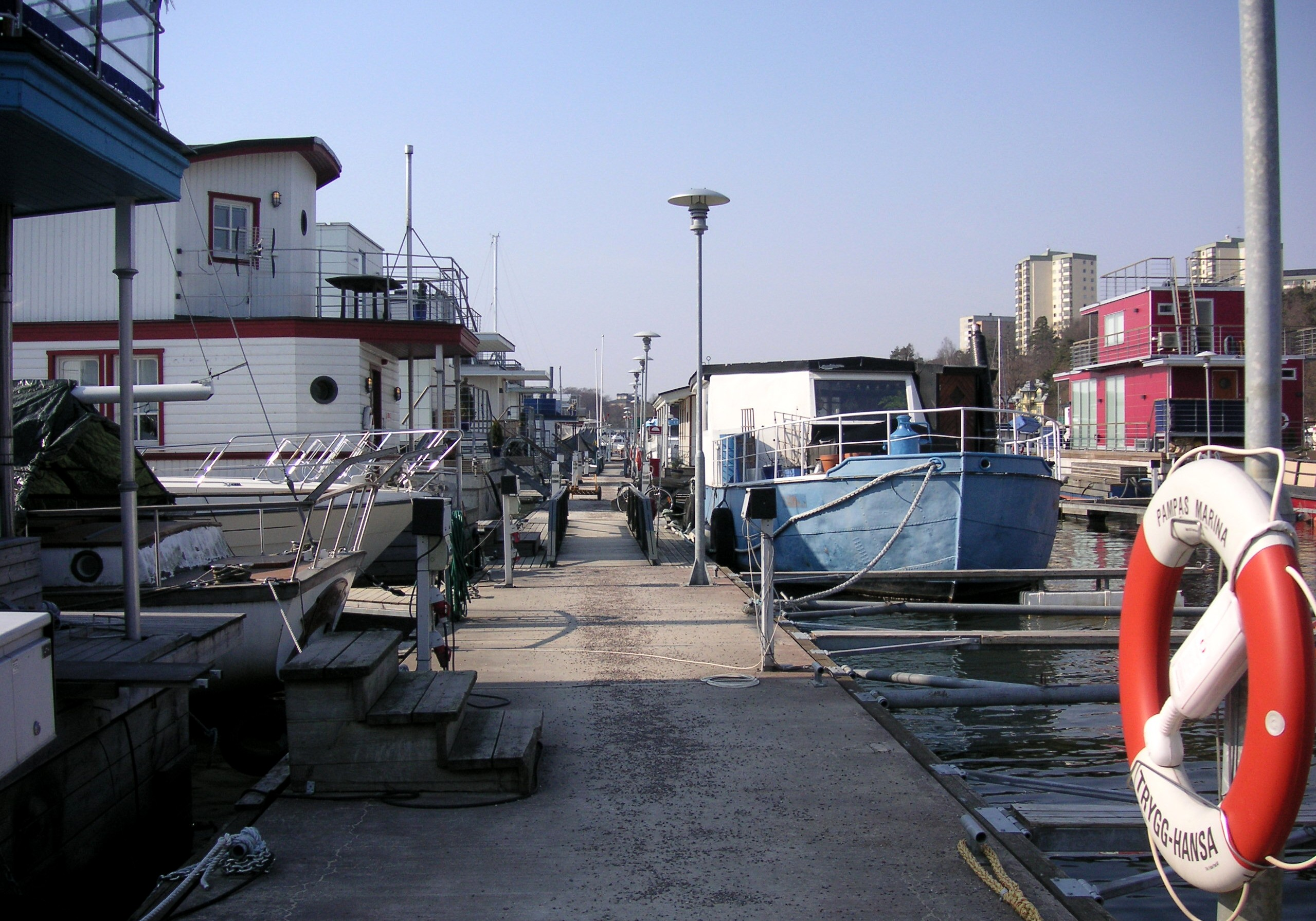
Boende på vatten
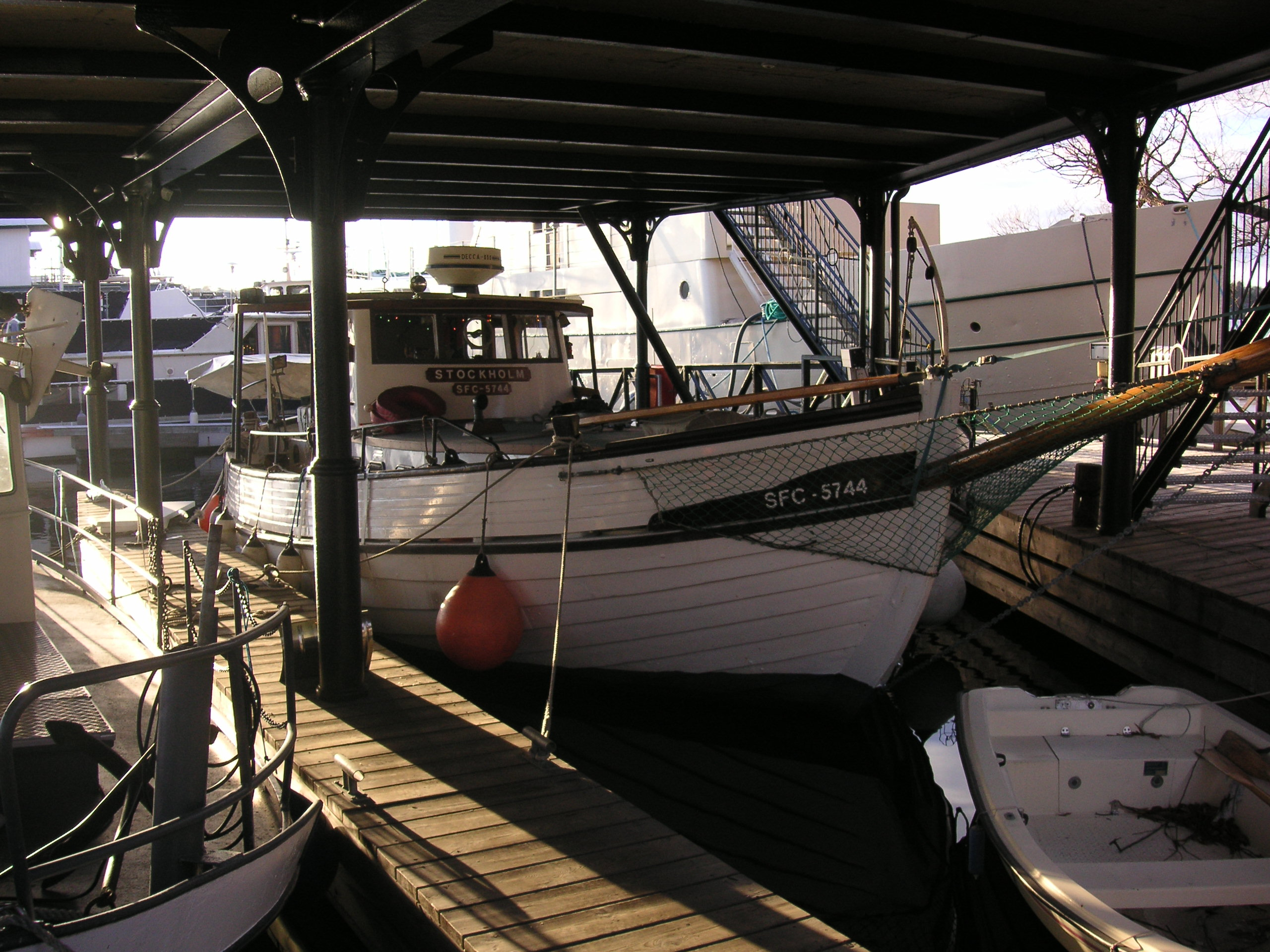
Båtplats under tak
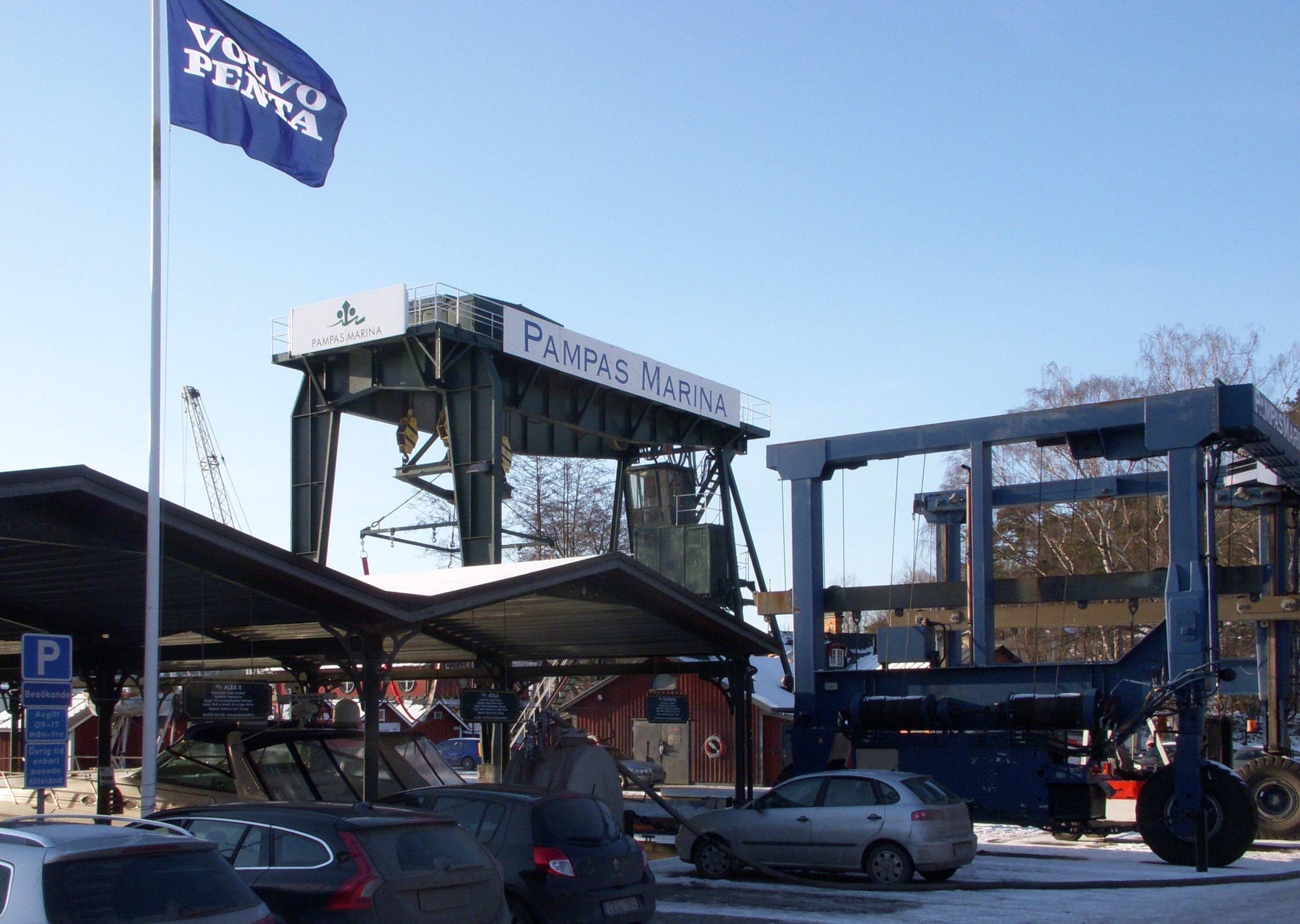
Pampas Marinas mobila bockkran